# Galeria de Artă „Lascăr Vorel”
Galeria de Artă „Lascăr Vorel” este un muzeu județean din Piatra-Neamț, amplasat în Str. Ștefan cel Mare nr. 15. A fost organizată în anul 1993. Găzduiește expoziții ale artiștilor contemporani.